# Яуза (магнитофон)

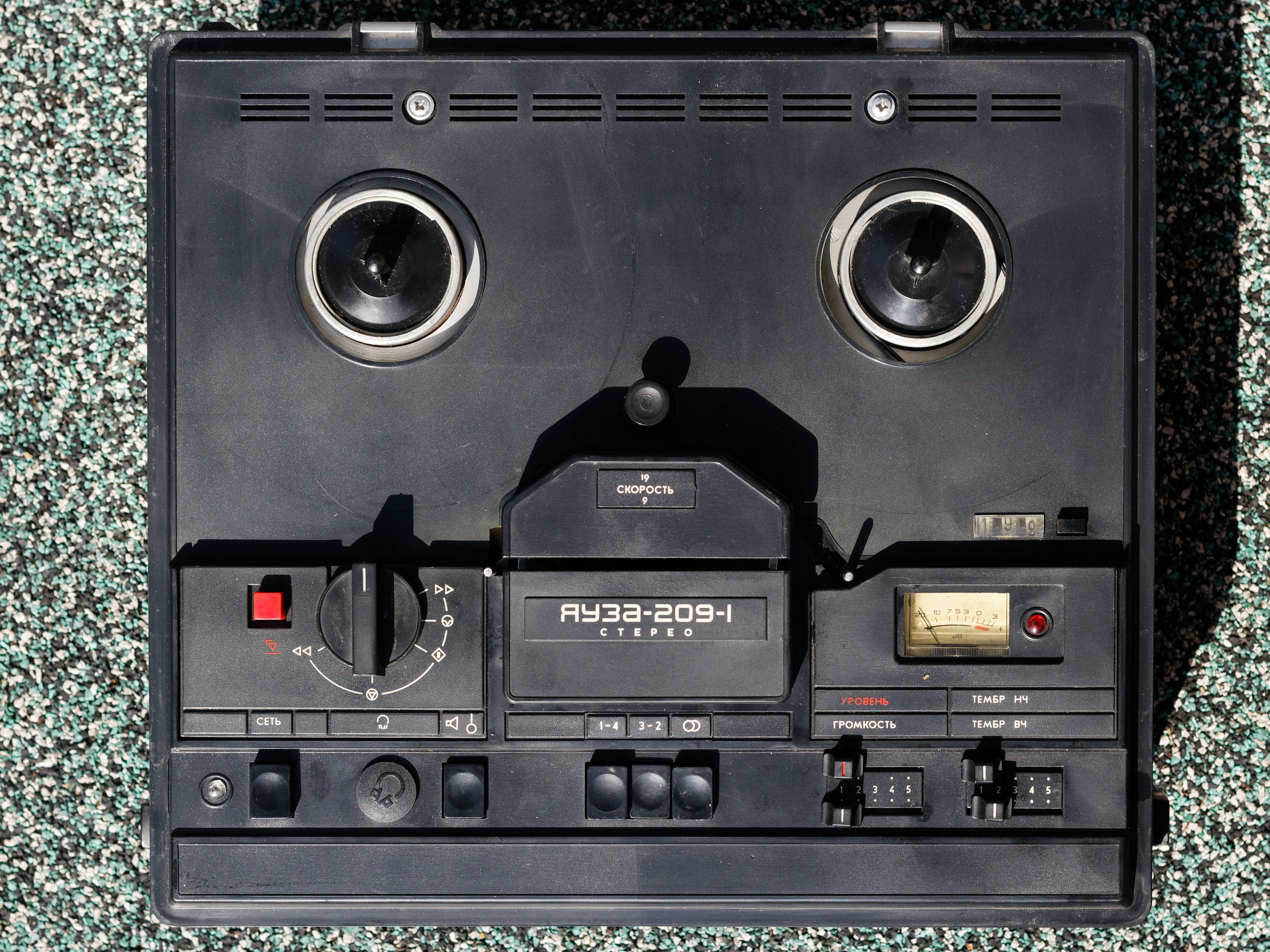
«Яуза-209-1» — последняя катушечная модель МЭМЗ-1 (модификация «Яузы-209», выпускалась с 1983 года. Катушечные «Яузы» с питанием от сети (кроме «Яузы-212») использовали одну и ту же кинематическую схему лентопротяжного механизма, c последовательными усовершенствованиями. Так, в «Яузе-209-1» впервые появился автостоп

«Я́уза» — наименование (торговый знак) советских бытовых магнитофонов, производившихся Московским электромеханическим заводом № 1 с 1956 года. Выпускались катушечные и кассетные магнитофоны с сетевым и батарейным питанием, в том числе первый советский бытовой стереофонический магнитофон «Яуза-10» (1961 год) и один из первых в СССР портативных транзисторных магнитофонов «Яуза-20» (1964 год).

## Модели
- «Яуза» (1956 год) — сетевой ламповый комбинированный аппарат — катушечный магнитофон и проигрыватель грампластинок;
- «Яуза-5» (1961 год) — сетевой катушечный ламповый магнитофон[2];
- «Яуза-10» (1960 год) — сетевой катушечный ламповый стереофонический магнитофон;
- «Яуза-20» (1964 год) — портативный катушечный транзисторный магнитофон[3]. Имеет некоторое конструктивное сходство с магнитофонами Uher серии Report 4000;
- «Яуза-6» (1967 год) — сетевой катушечный ламповый магнитофон[4];
- «Яуза-206» (1972 год) — сетевой катушечный ламповый магнитофон;
- «Яуза-212» (1973 год) — сетевой катушечный транзисторный магнитофон;
- «Яуза-207-стерео» (1977 год) — сетевой катушечный транзисторный стереофонический (до линейного выхода) магнитофон;
- «Яуза-209-стерео» (1980 год) — сетевой катушечный транзисторный стереофонический (до линейного выхода) магнитофон;
- «Яуза-220-стерео» (1984 год) — сетевой кассетный транзисторный стереофонический магнитофон-приставка (поставлялся с ЛПМ японского производства);
- «Яуза-МП221С» (1987 год) — сетевой кассетный транзисторный стереофонический магнитофон-приставка;
- «Яуза-МП221С-1С» (1989 год) — сетевой кассетный транзисторный стереофонический магнитофон-приставка (поставлялся с японским ЛПМ фирмы Mitsumi в первых партиях, в поздних ставился отечественный аналог);
- «Яуза-МП221С-2С» (1991 год) — сетевой кассетный транзисторный стереофонический магнитофон-приставка;
- «Яуза-П401С» (1991 год) — кассетный стереофонический магнитофон-проигрыватель.

## «Яуза» в литературе и кино
Ни партера нет, ни лож, ни яруса,

Клака не безумствует припадочно, —

Есть магнитофон системы «Яуза»,

Вот и всё! …А этого достаточно. — А. Галич «Мы не хуже Горация»
- В фильме «Акваланги на дне» главный герой слушает магнитофон «Яуза-20».
- В фильме «Бриллиантовая рука» танго «Помоги мне» звучит с «Яузы-5».
- В фильме «Кража» дочь главного героя записывает на «Яузу-6» ссору родителей, и эта запись дает следствию одну из нитей к раскрытию преступления.
- В фильме «Убийство на „Ждановской“» в помещении, где прослушиваются и записываются телефонные разговоры, стоит большое количество «Яуз-220-стерео».
- Есть магнитофон системы «Яуза»… Составитель Алексей Уклеин. Сборник текстов магнитиздата, авторы: Юз Алешковский, Владимир Высоцкий, Александр Галич, Александр Городницкий, Ибрагим Имамалиев, Юлий Ким, Михаил Кочетков, Юрий Лорес, Александр Мирзаян, Александр Ткачёв, Владимир Туриянский. — Калужское ПО «Полиграфист». 1991. Тираж 10000 экз. 253 стр., фото.